# Boromys offella
Boromys offella es una especie de roedor de la familia Echimyidae. Se sabe de los últimos registros de fósiles, y puede haberse convertido en extinto con la introducción de otras ratas.

## Distribución geográfica
Fue endémica de Cuba.

## Hábitat
Su hábitat natural era: zonas subtropicales o tropicales húmedas de tierras de baja altitud bosques.